# E.V.O.L.
E.V.O.L. est une chanson de l'auteure-compositrice-interprète britannique Marina and the Diamonds. Elle est sortie le 14 février 2013 en tant que single promotionnel  et cadeau de Saint-Valentin pour ses fans. La chanson, produite par Liam Howe, est issue des sessions d'enregistrement d’Electra Heart, le second album studio de la chanteuse, sorti en 2012, mais elle a été terminée trop tard pour pouvoir figurer dessus,.